# Гогулла, Филип
Филип Гогулла (нем. Philip Gogulla; 31 июля 1987, Дюссельдорф, ФРГ) — немецкий хоккеист.  Амплуа — левый нападающий. Игрок Кёльнер Хайе и сборной Германии по хоккею.

## Карьера
Гогулла начал свою профессиональную карьеру в команде Крефельд Пингвин в возрасте 15 лет в 2002 году, хотя его профессиональный дебют в Немецкой хоккейной лиге начался в Кёльнер Хайе два года спустя. С тех пор он стал постоянным игроком команды, а также постоянно привлекается в сборную команду Германии по хоккею с шайбой.
На драфте НХЛ 2005 года Гогулла был выбран во втором раунде под общим 48 номером командой «Баффало Сейбрз»
Но в основной команде не смог закрепиться и его отправили в фарм-клуб Портленд Пайретс.
Гогулла представлял Германию на Чемпионатах Мира в 2007, 2008, 2009, 2010 (где команда ФРГ заняла четвёртое место) и 2011. В конце 2010 года вернулся в клуб Немецкой хоккейной лиги Кёльнер Хайе.

## Статистика
| 2004–05 | Кёльнер Хайе     | DEL | 47 | 1  | 1  | 2  | 14 | 7  | 0  | 0  | 0  | 2  |
| 2005–06 | Кёльнер Хайе     | DEL | 48 | 7  | 15 | 22 | 49 | 9  | 3  | 2  | 5  | 40 |
| 2006–07 | Кёльнер Хайе     | DEL | 44 | 8  | 13 | 21 | 26 | 7  | 0  | 0  | 0  | 8  |
| 2007–08 | Кёльнер Хайе     | DEL | 51 | 11 | 33 | 44 | 30 | 14 | 3  | 9  | 12 | 6  |
| 2008–09 | Кёльнер Хайе     | DEL | 48 | 17 | 21 | 38 | 58 | -- | -- | -- | -- | -- |
| 2009–10 | Портленд Пайретс | AHL | 76 | 15 | 20 | 35 | 27 | 3  | 0  | 0  | 0  | 0  |